# Nijlen
Nijlen és un municipi belga de la província d'Anvers a la regió de Flandes. Està compost per les seccions de Nijlen, Bevel i Kessel. Limita al nord-oest amb Ranst, al nord amb Zandhoven, al nord-est amb Grobbendonk, a l'est amb Herenthout, al sud-oest amb Lier, al sud amb Berlaar i al sud-est amb Heist-op-den-Berg.

## Evolució de la població

### Seglexix
| Any      | 1806 | 1816 | 1830 | 1846 | 1856 | 1866 | 1876 | 1880 | 1890 |
| -------- | ---- | ---- | ---- | ---- | ---- | ---- | ---- | ---- | ---- |
| Població | 1348 | 1381 | 1638 | 1882 | 1871 | 2021 | 2004 | 2037 | 2233 |
|          |      |      |      |      |      |      |      |      |      |

### Segle XX (fins a 1976)
| Any      | 1900 | 1910 | 1920 | 1930 | 1947 | 1961 | 1970   | 1976   |  |
| -------- | ---- | ---- | ---- | ---- | ---- | ---- | ------ | ------ |  |
| Població | 2622 | 3117 | 3647 | 5041 | 6997 | 9094 | 10.316 | 10.653 |  |
|          |      |      |      |      |      |      |        |        |  |

### 1977 ençà
| Any       | 1977   | 1980   | 1985   | 1990   | 1995   | 2000   | 2005   |
| --------- | ------ | ------ | ------ | ------ | ------ | ------ | ------ |
| Població  | 18.131 | 18.665 | 19.058 | 19.442 | 19.993 | 20.423 | 20.743 |
| Font: NIS |        |        |        |        |        |        |        |

## Agermanaments
- Voeren
- Güssing